# Кузнецов, Александр Константинович
Александр Константинович Кузнецов (2 декабря 1959, Петровка, Приморский край, РСФСР, СССР — 6 июня 2019, Москва, Россия)  — советский и российский актёр театра и кино, сценарист и театральный педагог. Преподаватель МХАТ им. М. Горького (2009—2018).

## Биография
Родился 2 декабря 1959 года в селе Петровка Приморского края. Отец — радиоинженер, мать — учитель литературы. Учился в физико-математической школе, по окончании которой в 1976 году поступил в Московский авиационный институт, факультет «Радиоэлектроника летательных аппаратов», Радиолокация. Отучившись 5 лет, забирает документы и в 1981 году поступил в Театральное училище имени Б. В. Щукина на курс Т. К. Коптевой и В. В. Иванова. В 1985 году окончил училище имени Щукина и с 3-го курса был принят в труппу театра на Малой Бронной.
В 1983 году вышел на экраны фильм Сергея Овчарова «Небывальщина», где Кузнецов сыграл главную роль Незнама.
В 1986 году вышел фильм «Джек Восьмёркин — „американец“», который сделал Кузнецова, сыгравшего в этой картине главную роль, настоящей кинозвездой советского экрана.
В начале 1990-х годов Кузнецов получил приглашение в два международных проекта: он снялся в 13-серийном телефильме «Аляска Кид» и художественном фильме «Бегущий по льду». По контракту обоих проектов был приглашён на досъёмки и озвучивание в Голливуд, где позднее участвовал в таких проектах, как «Беверли-Хиллз, 90210», «Военно-юридическая служба», «V.I.P.», «Разрушитель», «Космические ковбои», «Миротворец», «24 часа» и «Везунчик». Снялся в одной из серий «Санта-Барбары». Постепенно переехал в Лос-Анджелес.
В 1992 году участвовал в съёмках клипа группы Extreme — Rest in Peace. Организовал международную школу актёрского мастерства «International Actors School» с методом обучения, основанном на системах К. С. Станиславского, М. А. Чехова и американских актёрских и режиссёрских тренингах. Его занятия посещали как начинающие, так и профессиональные артисты, режиссёры и сценаристы, как например, Владимир Лерт. Параллельно преподавал в SCFU[уточнить] и других школах Лос-Анджелеса, работал бизнес-тренером.
Играл в спектаклях Театра киноактёра.
С 2009 года жил в основном в Москве, уезжая в США для участия в съёмках. С 2009 года начал преподавать в школе-студии МХАТ, на русско- и англоязычных курсах.
Основал Московскую международную киношколу «Кузница кино и телевидения».
Запустил еженедельное реалити-шоу «Кузница кино» совместно с игровым телеканалом «Где и кто».
После возвращения в Россию сотрудничал с компаниями «Ораторика», «Adconsult» и школой ораторского искусства «Король говорит!», специализируясь на тренингах «Актёрские технологии в публичном выступлении, презентации и переговорах», «Чему я могу научиться у звёзд Голливуда, чтобы стать звездой в своём бизнесе?». Увлекался йогой.

### Болезнь и смерть
В 2014 году у Кузнецова был выявлен рак предстательной железы. С этого времени боролся с болезнью.
Скончался 6 июня 2019 года в Москве на 60-м году жизни. Церемония прощания с актёром прошла 11 июня в Московском Доме кино. Прах захоронен на Хованском кладбище (уч. 535). В 2021 году на могиле актёра установлен памятник.

## Личная жизнь
Первая жена — Людмила Собко (род. 1961), актриса. Сын Даниил Собко.
Вторая жена — Юлия Рутберг (род. 1965), актриса. Отказалась уезжать за ним в США. Сын — Григорий Кузнецов (род. 1986), внук Григорий (род. 2012).
Третья жена — Анна Аитова (род. 1968). Сын — Иван Кузнецов (род. 2003).

## Общественная позиция
В марте 2014 году подписал письмо «Мы с Вами!» «КиноСоюза» в поддержку Украины.

## Творчество

### Фильмография
- 1981 — Небесные тропы — эпизод
- 1983 — Привет с фронта — Ваня-Медицина
- 1983 — Небывальщина — Незнам
- 1985 — Господин Великий Новгород — Миша
- 1985 — Мужские тревоги — Андрей Киселёв, лейтенант
- 1985 — Сон в руку, или Чемодан — Лёня Кулик
- 1986 — Прости — Андрей
- 1986 — Джек Восьмёркин — «американец» — Джек Восьмёркин
- 1987 — Лето на память — Володя
- 1988 — Любовь к ближнему — Иван Иванович
- 1988 — Приморский бульвар — Саша Ермоленко
- 1988 — Аэлита, не приставай к мужчинам — Федя Сидоров, шулер
- 1988 — Верными останемся
- 1989 — Беспредел — старший лейтенант Касимов
- 1989 — Две стрелы. Детектив каменного века — Ушастый, художник
- 1990 — Взбесившийся автобус — бортинженер
- 1990 — Очищение — Семён Мосягин
- 1990 — Кошмар в сумасшедшем доме — Виктор
- 1991 — Моя соседка — Трифонов
- 1992 — Комедия строгого режима — заключённый
- 1992 — Бегущий по льду (США) — Петров
- 1993 — Аляска Кид — Стен
- 1993 — Беверли-Хиллз 90210 (США) — русский
- 1993 — Разрушитель (США)
- 1995 — Suspens. Север-юг (США)
- 1997 — Миротворец (США) — русский проверяющий
- 1997-2002 — Военные следователи (США) — старший лейтенант Юрий Кретчак  / капитан Александр Волконов,
- 1998 — V.I.P. — Сова
- 1998 — Семь дней — Юрий Григорьевич
- 1998 — Хочу в тюрьму
- 2000 — Придурки из Хаззарда: Голливудская суета (США) — Игорь Грозный (Igor the Terrible)
- 2000 — Космические ковбои (США) — русский инженер
- 2000 — Универсальный агент — Николай Крец
- 2001 — Расследование Джордан (США) — Виктор
- 2001 — Бестия (США) — Саша Миен
- 2001 — Полиция Нью-Йорка (США) — Николай Коссов
- 2001 — Шпионка (США) — Казимир Щербаков (под именем Alex Kuz)
- 2001 — 24 часа — Острофф
- 2004 — Близнецы — Ростоцкий
- 2004 — The D.A. — Сергиус Ковински
- 2005 — Бой с тенью — Змей
- 2005 — Bнимание, говорит Москва! — старшина Никитин
- 2005 — На Запад — Курченко
- 2005 — Звезда эпохи — Анатолий Ляпидевский, лётчик
- 2005 — Зеркальные войны: Отражение первое — агент Си
- 2006 — Внимание, говорит Москва — Никитин
- 2006 — Классные игры — Алексей Кудряшов
- 2007 — Везунчик — Александр Лемке, русский игрок
- 2008 — Мёртвые души — наблюдатель
- 2009 — Глухарь. Продолжение — начальник округа, дядя дебошира Семёна
- 2010 — Учитель в законе. Продолжение — «Европа», «вор в законе»
- 2010 — Шахта — Константин Евгеньевич, директор ФСБ
- 2012 — Кодекс чести-5 (серия «Афера») — Реут
- 2012 — Дикий-3 — Макаров, полковник полиции
- 2012 — Карпов — Аркадий Григорьевич, полковник, начальник ОВД «Мнёвники»
- 2012 — Неравный брак — Павел Степанович Лебедев, заместитель министра
- 2012 — Шаповалов — Александр Константинович Десятников, муж Ани
- 2012 — Шпион — Епанчин, сотрудник НКВД
- 2012 — Человек ниоткуда — Юрий Иванович, генерал
- 2013 — Берега — Юсси Яриевич, начальник финской заставы
- 2013 — Легенды о Круге — Сева, администратор Михаила Круга
- 2013 — Метод Фрейда — хозяин издательства
- 2013 — Грибной царь — Весёлкин
- 2013 — Зверобой-4
- 2013-2015 — Розыск — Владимир Семёнович Маринкевич, заместитель Большакова
- 2013 — Учитель в законе. Возвращение — «Европа», «вор в законе»
- 2013 — Время дочерей — Руднев
- 2014 — Королева игры — Иван Антонович Пронин, бизнесмен
- 2014 — Так далеко, так близко — Пётр Васильевич Гришин, подполковник
- 2014 — Ботаны — Женя, друг Орлова
- 2015 — Главный — Дмитрий Устинов
- 2016 — Провокатор — Олег Иванович Скопцев, полковник полиции, начальник ГИБДД
- 2017 — Под напряжением ― Егор Соколов, телеведущий
- 2017 — Трасса смерти — Дмитрий Сергеевич Иванцов, глава администрации Домодедово
- 2018 — Американцы — отец Виктор
- 2018 — Синичка — Георгий Петрович Золотарёв, полковник полиции
- 2018 — Я жив... — адвокат Анатолий Нагибин
- 2019 — Гадалка — Эдуард Андреевич Островский, лепидоптеролог
- 2019 — Звёздный разум — сенатор Ригерт
- 2019 — Танец с саблями — Пушков, уполномоченный комитета по культуре

### Киножурнал «Фитиль»
- 1989 — Выпуск № 328 (новелла «Знай наших») — рабочий

### Сценарист
- 1990 — Анекдоты